# خوان د لا کوزا
خوان د لا کوزا (Juan de la Cosa) (زادهٔ حدود ۱۴۵۰ - درگذشتهٔ ۲۸ فوریه ۱۵۱۰ میلادی)، ناوبر و نقشه‌بردار کاستیایی که به دلیل طراحی اولین نقشه اروپا که شامل قلمرو آمریکای کشف شده در قرن پانزدهم بود، شهرت گرفت.
در سال ۱۴۹۹، او به عنوان خلبان ارشد راهی سفری اکتشافی به نام آلونسو دی اوجدا به مقصد سواحل آمریکای جنوبی شد. پس از بازگشتش به اندلس، شروع به ترسیم نقشه جهان کرد، همان نقشه مپا موندی که نقش محوری درشهرت او داشت. او به سرعت به هند بازگشت، البته این بار به همراه رودریگو د باستیداس. د لا کوزا در سال‌های بعدی زندگی‌اش، سفرهای متعددی به آمریکا را تحت فرمان خود با عنوان وظایف ویژه از طرف پادشاهی انجام داد. او درسال ۱۵۰۸ درهیئت خلبانان در بورگوس حضور یافت و در سال ۱۵۰۹، د لا کوزا آخرین سفر خود را برای تملک سواحل کلمبیای مدرن آغاز کرد.
د لا کوزا قبل از اینکه بتواند اورابا را تصاحب کند، در یک درگیری مسلحانه با بومیان آن منطقه کشته شد.

## خاستگاه و دوران جوانی
هیچ‌کس محل دقیق تولد خوان د لا کوزا را نمی‌داند، اما محتمل‌ترین فرضیه برای محل تولد او منطقهٔ سانتونا است، زیرا اسناد نشان می‌دهد که او ساکن آنجا بوده و همسر و دخترش در آن شهر زندگی می‌کردند.
تاریخ تولد او نیز نامعلوم است، اما میان سال‌های۱۴۵۰ تا ۱۴۶۰ برآورد شده‌اند. اطلاعاتی از دوران کودکی یا نوجوانی او در دسترس نیست.

## اولین سفرهای دریایی
بنا برگفته برخی از مورخان او در سال ۱۴۶۰ در استا ماریا دل پورتو در کانتابریا، اسپانیا به دنیا آمده‌است. او از همان دوران کودکی‌اش، زمان زیادی را روی آب و در دریاها گذرانده‌است.

## کتابشناسی
- Davies, Arthur (1976). "The Date of Juan de la Cosa's World Map and Its Implications for American Discovery". The Geographical Journal. 142 (1): 111–116. doi:10.2307/1796030. JSTOR 1796030.
- Floyd, Troy (1973). The Columbus Dynasty in the Caribbean, 1492-1526. Albuquerque: University of New Mexico Press. p. 135.
- Phillips, William D.; Phillips, Carla Rahn (1992). The Worlds of Christopher Columbus. Cambridge University Press.
- Sauer, Carl Ortwin (1966). The Early Spanish Main. University of California Press.
- Vigneras, Louis-Andre (1976). The Discovery of South America and the Andalusian Voyages. University of Chicago Press.
- Weddle, Robert S. (1985). Spanish Sea: The Gulf of Mexico in North American Discovery, 1500-1685. Texas A&M University Press.

### غیرانگلیسی
- Cánovas del Castillo y Vallejo, Antonio (1892). Ensayo biográfico del célebre navegante y consumado cosmógrafo Juan de la Cosa y descripción e historia de su famosa carta geográfica (PDF) (به اسپانیایی). Madrid: Tipo-Litografía de la V. Faure.
- Humboldt, Alexander (1836–39). Examen critique de l'histoire de la géographie du Nouveau Continent, et des progrès de l'astronomie nautique aux 15me et 16me siècles (به فرانسوی). Paris: Gide.
- León Guerrero, María Montserrat (2000). El segundo viaje colombino (PDF) (PhD) (به اسپانیایی). Universidad de Valladolid. Archived from the original (PDF) on 13 اكتبر 2011. Retrieved 21 March 2022. {{cite thesis}}: Check date values in: |archive-date= (help)
- López de Gómara, Francisco (1553). Historia General de las Indias (به اسپانیایی). Medina del Campo.
- Manzano Manzano, Juan (1988). Los Pinzones y el Descubrimiento de América (به اسپانیایی). Madrid: Ediciones de Cultura Hispánica. ISBN 978-84-7232-442-8.
- Sánchez, Antonio (2013). La espada, la cruz y el Padrón: Soberanía, fe y representación en el mundo ibérico bajo la Monarquía Hispánica, 1503-1598

- This article incorporates text from a publication now in the public domain:Otto Hartig (1913). "Juan de la Cosa" .  In Herbermann, Charles (ed.). Catholic Encyclopedia. New York: Robert Appleton. {{cite encyclopedia}}: Cite has empty unknown parameters: |HIDE_PARAMETER20= و |coauthors= (help)